# Монголия на зимних Олимпийских играх 2018
Монголия на зимних Олимпийских играх 2018 года была представлена двумя спортсменами в лыжных гонках. На церемонии открытия право нести национальный флаг было доверено лыжнику Ачбадрах Батмунху, а на церемонии закрытия — лыжнице Чинбатын Отгонцэцэг. По итогам соревнований сборная Монголии, принимавшая участие в своих четырнадцатых зимних Олимпийских играх, вновь осталась без медалей.

## Состав сборной
Лыжные гонки
1. Ачбадрах Батмунх
2. Чинбатын Отгонцэцэг

## Результаты соревнований

### Лыжные виды спорта

#### Лыжные гонки
Квалификация спортсменов для участия в Олимпийских играх осуществлялась на основании специального квалификационного рейтинга FIS по состоянию на 21 января 2018 года. Для получения олимпийской лицензии категории «A» спортсменам необходимо было набрать максимум 100 очков в дистанционном рейтинге FIS. При этом каждый НОК может заявить на Игры 1 мужчину и 1 женщины, если они выполнили квалификационный критерий «B», по которому они смогут принять участие в спринте и гонках на 10 км для женщин или 15 км для мужчин. По итогам квалификационного отбора сборная Монголии завоевала 2 олимпийские лицензии категории «B».
Мужчины
Дистанционные гонки
| Соревнование           | Спортсмены       | Результат | Место | Отставание |
| ---------------------- | ---------------- | --------- | ----- | ---------- |
| 15 км свободным стилем | Ачбадрах Батмунх | 41:40,4   | 97    | +7:56,5    |

Женщины
Дистанционные гонки
| Соревнование           | Спортсмены          | Результат | Место | Отставание |
| ---------------------- | ------------------- | --------- | ----- | ---------- |
| 10 км свободным стилем | Чинбатын Отгонцэцэг | 32:52,1   | 84    | +7:51,6    |